# La Provincia (Canarias)
La Provincia - Diario de Las Palmas es un diario de la provincia de Las Palmas (Canarias, España) fruto de la fusión del último vespertino de España, Diario de Las Palmas (1893), fundado por Fernando León y Castillo, y el matutino La Provincia (1911) en enero del año 2000. Entonces ambos periódicos pertenecían al grupo Editorial Prensa Canaria formado en 1978. 
El diario se edita e imprime en la ciudad de Las Palmas de Gran Canaria y cuenta con delegaciones en Vecindario y Gáldar. Cuenta también con ediciones específicas para las islas de Lanzarote y Fuerteventura. 
El diario pertenece al grupo Editorial Prensa Ibérica creado a partir de la entonces Editorial Prensa Canaria, a la que pertenecen también otros periódicos regionales: Levante-EMV, La Nueva España, La Opinión de Murcia, La Opinión de Zamora, Diario de Ibiza, Diario Información, Faro de Vigo, La Opinión de La Coruña, El Periódico de Catalunya, La Opinión de Málaga, La Opinión de Tenerife, Diari de Girona, Regió 7 y los deportivos Superdeporte, Sport y Estadio Deportivo, entre otros medios.